# Stactobia edmondsi
Stactobia edmondsi är en nattsländeart som beskrevs av Wells 1982. Stactobia edmondsi ingår i släktet Stactobia och familjen smånattsländor. Inga underarter finns listade i Catalogue of Life.